# UTC−10:30
UTC−10:30 a fost un fus orar aflat cu 10 ore și 30 minute după UTC. UTC−10:30 a fost folosit în Hawaii din 1900 până 1947 ca ora standard. Din 1947 Hawaii folosește fusul orar UTC−10.